# 純福音東京教会
純福音東京教会（じゅんふくいん とうきょうきょうかい）は、韓国汝矣島純福音教会を母教会とする。フルゴスペル日本総会所属。

## 教理
「五重の福音」「三拍子の祝福」「四次元の霊性」を強調する。
五重の福音：新生、聖霊充満、癒し（神癒）、祝福、天国と再臨
新生……人類はアダム以来の罪人であるため、イエス・キリストを信じない状態では霊的に死んでいるが、罪なき贖い主イエスを信じることによって、その人のうちに神の霊（聖霊）が入り霊的に新生する。
聖霊充満……イエスを救い主として受け入れた者は、新生とは別個の体験としての聖霊充満（聖霊のバプテスマ）を受ける。
癒し……イエス・キリストが地上で活動した際に病を癒したように、イエスを信じる者には同様の癒しが臨む。
祝福……イエスを信じた者には数々の祝福が与えられる（三拍子の祝福を参照）。
天国と再臨……信じた者は肉体が死んでも天国で永遠に生きる。2000年前に救い主として地上に来たイエスは、世の終わりに審判者として再臨する。
三拍子の祝福：第三ヨハネ1:2「愛する者よ。あなたのたましいがいつも恵まれていると同じく、あなたがすべてのことに恵まれ、またすこやかであるようにと、わたしは祈っている。（口語訳）」を典拠とし、イエスを信じることにより、霊的祝福のみならず、経済的祝福や肉体の健康の祝福も与えられると説く、純福音独自の教理である。これは汝矣島純福音教会創設者趙鏞基が、朝鮮戦争直後の貧困家庭に伝道した際に、イエスを信じなければ死後地獄に堕ちると説いたところ、「この世がすでに地獄である」として拒絶されたことを契機に編み出したもの。のちに体系化され、アダムとイブの神への不従順により人類が失った、「神との交わり」「環境的祝福」「永遠の命」が、イエスの十字架の贖いにより回復されたとする。
四次元の霊性：三次元的な人間の身体的な世界の他に存在する霊の世界のこと。夢をもち、信じて口で肯定的告白をするならば、夢つまり四次元の世界にあるものを三次元の現実世界に実現化させることができると説く。箴言29:18「幻がなければ、民はほしいままにふるまう」を引き、西洋キリスト教文明が他文明より発展したのは、この「夢見る法則」の故であるとしている。

## 沿革
1974年、当時の米国アッセンブリーズ・オブ・ゴッド教団の東洋宣教部長であったメイナード・キャッチャム（Maynard Ketcham）が、汝矣島純福音教会の創設者趙鏞基の義母である崔子実（チェ・ジャシル）に、観光目的の東京行き往復航空券を贈呈した。崔は約40日間の日本滞在中に日本宣教を志すようにあり、宣教集会を開催したのち帰国した。のちに趙が日本初のリバイバル聖会を開催したことを契機に、1977年汝矣島純福音教会会員であった駐在員3世帯が、崔の友人の娘であった赤坂のカン・ウンスン宅に集って家庭礼拝をもつようになり、この小規模な集まりが後年教会へと発展した。
麻布のロシア大使館隣の小規模な一軒家を経て、1979年12月に四谷に教会堂を構え、純福音東京教会と号した。信徒は約100名に増え、1980年7月6日より、テレビ神奈川・テレビ埼玉・東海テレビ・テレビ京都・サンテレビ・近畿テレビ『幸福への招待』で趙の説教を放送した。1982年12月頃から2年余りの間は事実上担任牧師不在であったが、趙を招いて日本武道館において2日間でのべ6000人余りが集まる聖会を主催するなど、活発に活動した。
1993年に聖徒数は700～800人ほどとなり、1994年5月には新宿パインビルに移転、2002年3月に、新宿歌舞伎町において事業所として使用されていたビルおよび土地を購入した。2002年12月17日に献堂、2003年宗教法人格を再度取得した。

## 歴代担任牧師
- 姓名　　（就任月）
- 崔エステル（1978年4月）
- 李康憲（1983年12月）
- 韓ムンス（1991年1月）
- 尹徳奎（1992年2月）
- 趙テスン（1993年1月）
- 宋ビョング（同6月）
- 申成男（1994年7月）
- 崔龍雨（1997年7月）
- 李永勲（2001年4月、現・汝矣島純福音教会委任牧師)
- 金峯準（2003年7月）
- 金聖水（2004年2月）
- 韓相仁（2008年8月）
- 鄭大垣（2011年3月）
- 志垣重政（2014年11月〜現在）

志垣重政牧師は汝矣島純福音教会の長老として活動し、趙鏞基牧師の宣教活動に随行していた。純福音東京教会にも早期から関わっていたが、ある日牧師となる想いが与えられ、事業を整理し、韓国・延世大学校連合神学大学院の修士を経て、2014年に担任牧師に就任した。

## 神学校
教会内にフルゴスペルバイブルカレッジがある。純福音の教理を学ぶ神学校である。また、2022年4月、札幌聖殿建物を利用して、札幌神学校を開校した。
フルゴスペルバイブルカレッジには、高卒者向けに4年、大卒者向けに3年コースがある。純福音日本総会の牧師だけでなく、 以前から交流や協力関係がある、 日本アッセンブリーズ・オブ・ゴッド教団をはじめとするペンテコステ派教会の牧師が講師を務める。
札幌神学校
日本宣教のビジョンを持つ宣教師候補生を対象に、2022年4月に開校した。2年間の学習と信仰生活で、修了時までに日本で宣教師として働く能力と素養を習得させることを目標としている。主に韓国人神学生が日本語を学びながら学習することが想定されているが、日本国内からの希望者も数名に限り入学可能である。全寮制で、隣接する単身用マンションで寮生活をする